# Kirchwistedt
Kirchwistedt là một đô thị thuộc huyện Cuxhaven, trong bang Niedersachsen, Đức. Đô thị này có diện tích 25,07 km².
Kirchwistedt đã thuộc tổng giáo phận Bremen. Năm 1648, tổng giáo phận này đã được chuyển qua lãnh địa công tước Bremen, ban đầu được cai trị bởi liên minh cá nhân Thụy Điển và từ năm 1715 bời triều đình Hanover. Năm 1823, lãnh địa này đã bị giải thể và thuộc bang mới của Đức.